# بيرويية (كيسكان)
بیروییة (بالفارسية: پیروییه) هي مستوطنة تقع في إيران في قسم كيسكان الريفي.